# Сен-Марсьяль (Шаранта)
Сен-Марсья́ль (фр. Saint-Martial) — коммуна во Франции, находится в регионе Пуату — Шаранта. Департамент — Шаранта. Входит в состав кантона Монморо-Сен-Сибар. Округ коммуны — Ангулем.
Код INSEE коммуны — 16334.
Коммуна расположена приблизительно в 430 км к юго-западу от Парижа, в 140 км южнее Пуатье, в 32 км к югу от Ангулема.

## Население
Население коммуны на 2008 год составляло 145 человек.
| 1962 | 1968 | 1975 | 1982 | 1990 | 1999 | 2008 |
| ---- | ---- | ---- | ---- | ---- | ---- | ---- |
| 197  | 191  | 177  | 181  | 163  | 143  | 145  |

## Администрация
| Период | Период | Фамилия          | Партия       | Примечания |
| ------ | ------ | ---------------- | ------------ | ---------- |
| 1995   | 2008   | Поль Марсодон    | Разные левые |            |
| 2008   |        | Ален Миклазевски |              |            |

## Экономика
В 2007 году среди 95 человек в трудоспособном возрасте (15—64 лет) 74 были экономически активными, 21 — неактивными (показатель активности — 77,9 %, в 1999 году было 68,5 %). Из 74 активных работали 64 человека (35 мужчин и 29 женщин), безработных было 10 (7 мужчин и 3 женщины). Среди 21 неактивных 5 человек были учениками или студентами, 9 — пенсионерами, 7 были неактивными по другим причинам.

## Достопримечательности
- Церковь Сен-Никола[фр.] (XI век). Исторический памятник с 1987 года[3]
- Приходская церковь Сен-Марсьяль

## Фотогалерея

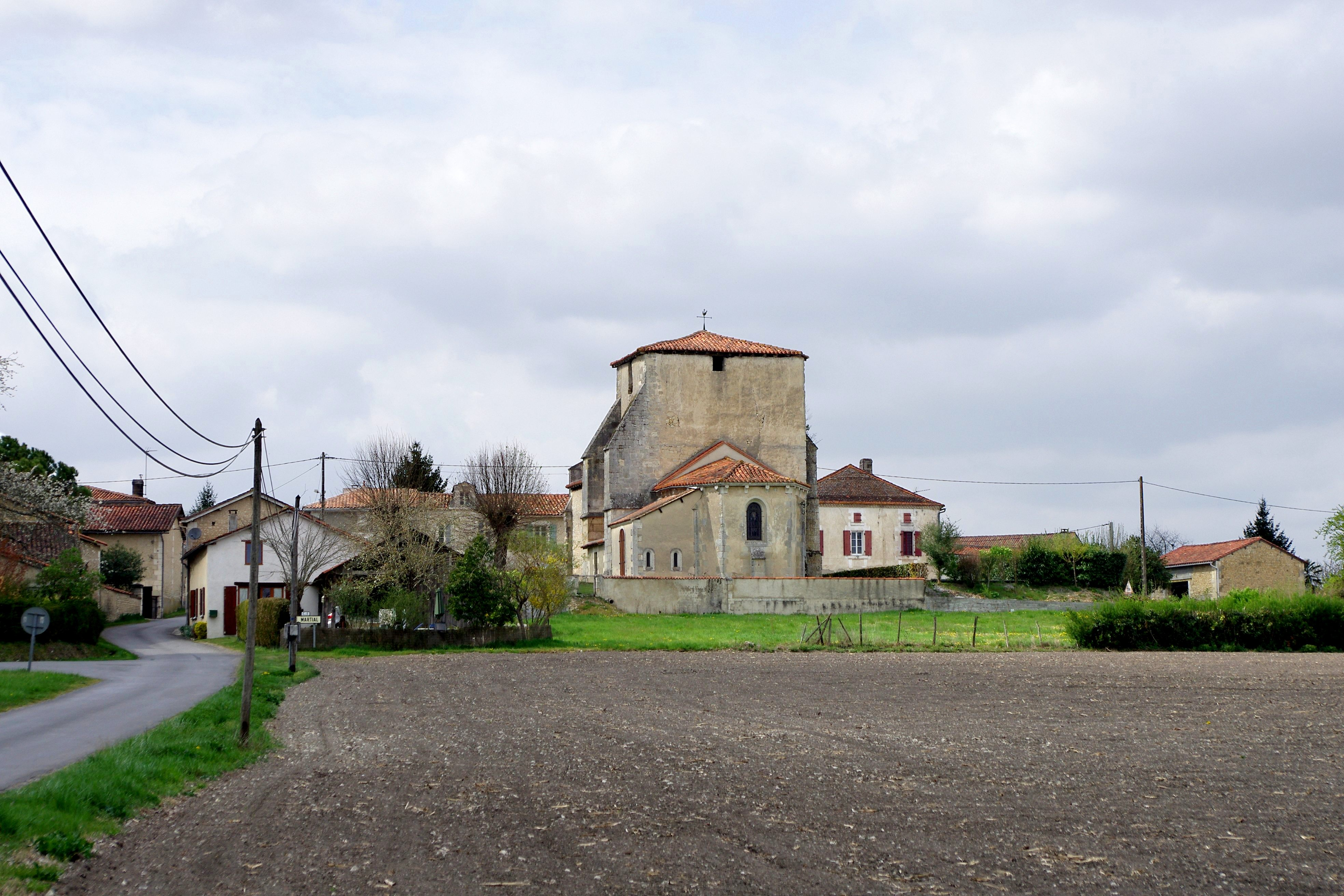
Сен-Марсьяль
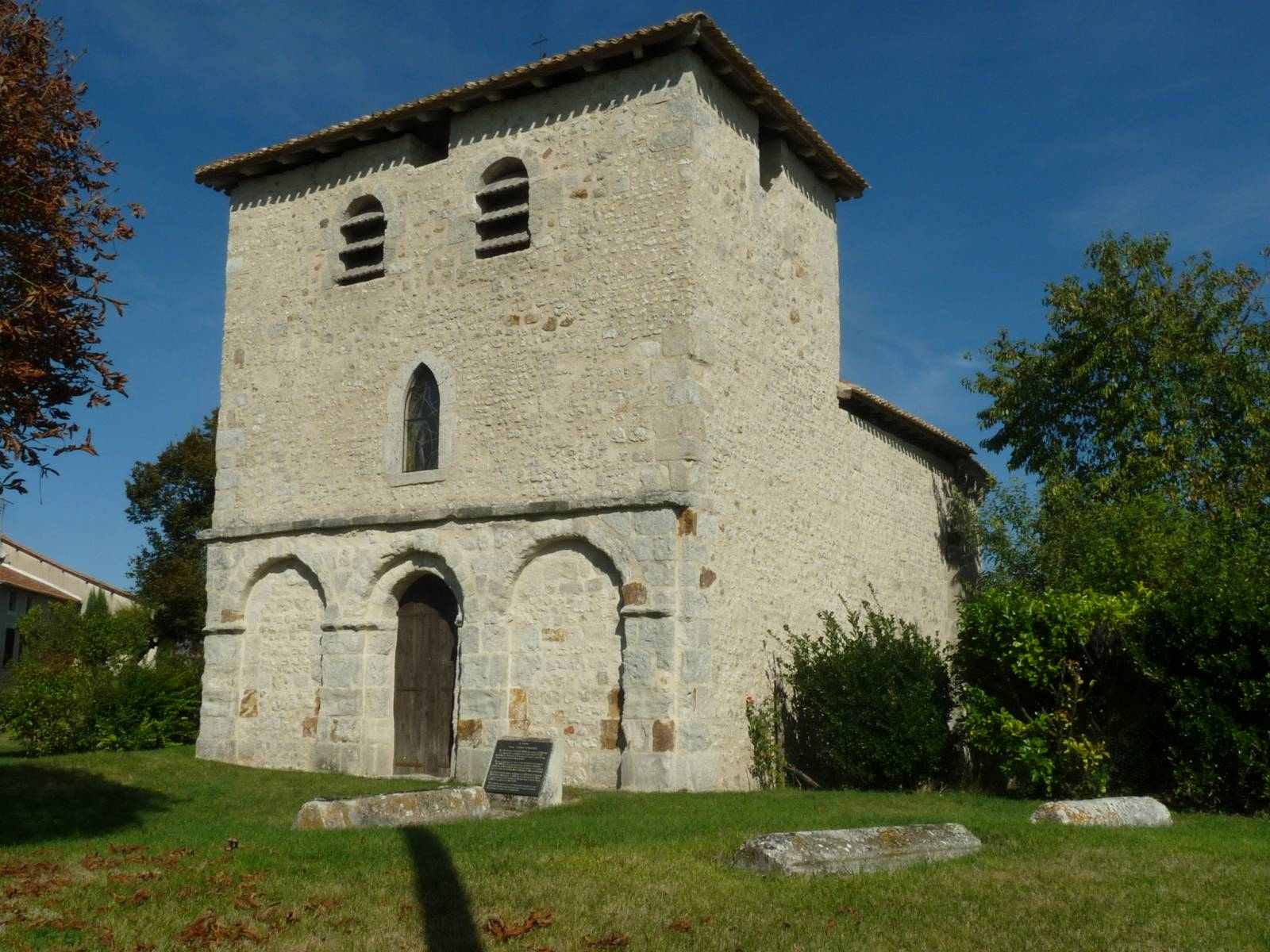
Церковь Сен-Никола
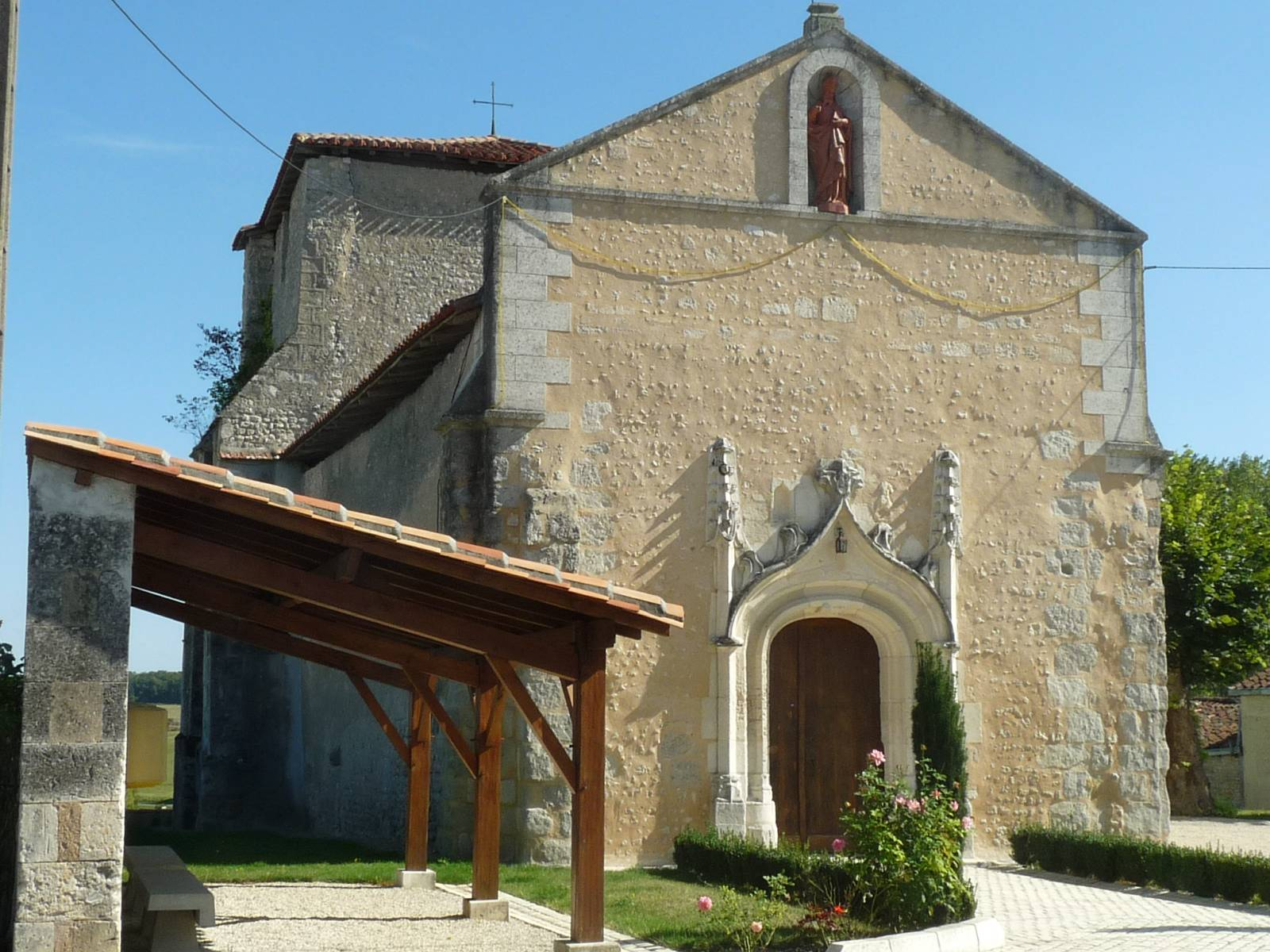
Церковь Сен-Марсьяль
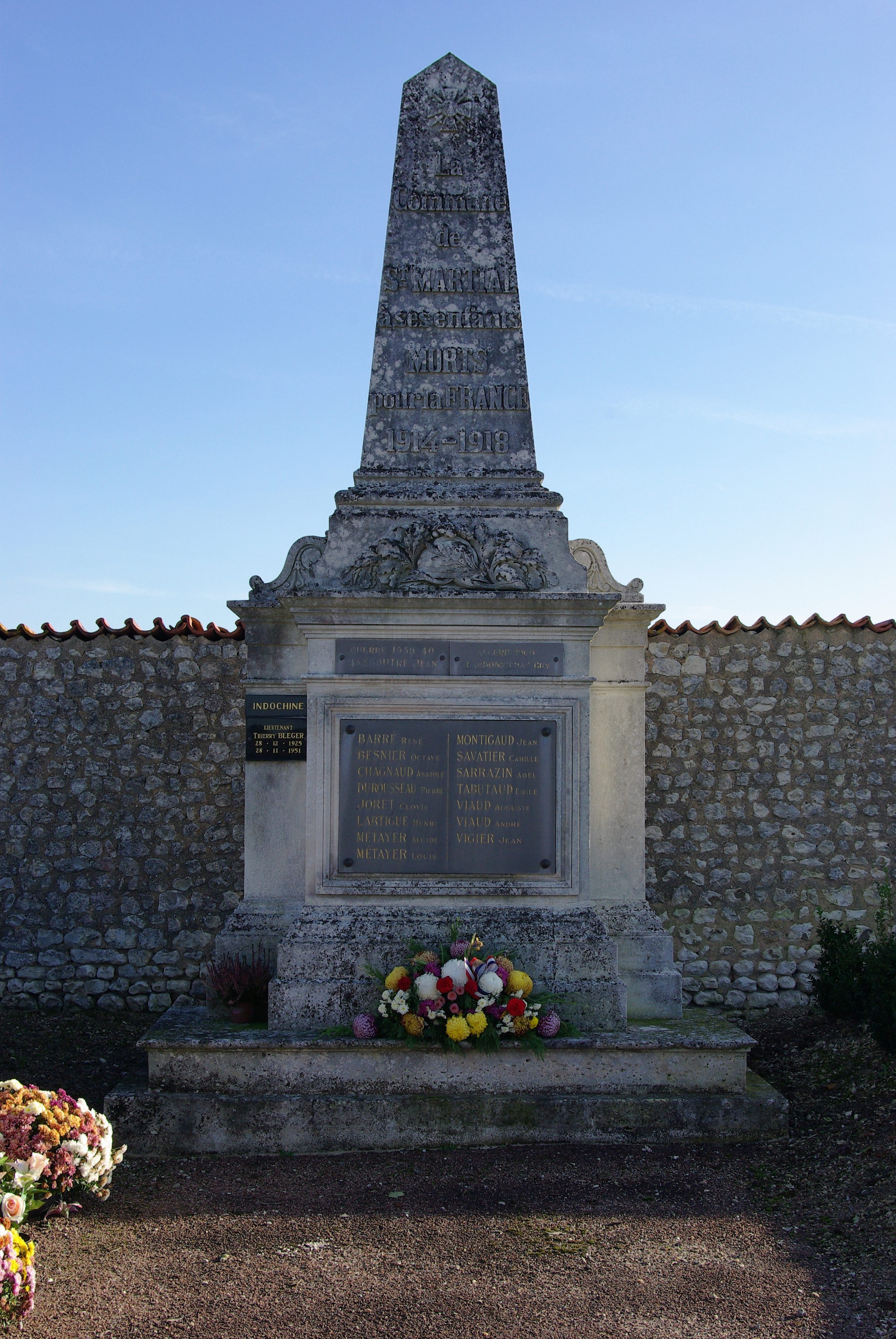
Военный мемориал